# Savignia borea
Savignia borea är en spindelart som beskrevs av Kirill Yeskov 1988. Savignia borea ingår i släktet Savignia och familjen täckvävarspindlar. Inga underarter finns listade i Catalogue of Life.